# USS Fitch (DD-462)
USS Fitch (DD-462/DMS-25) là một tàu khu trục lớp Gleaves được Hải quân Hoa Kỳ chế tạo trong Chiến tranh Thế giới thứ hai. Nó đã tham gia suốt Thế Chiến II, cải biến thành một tàu quét mìn cao tốc với ký hiệu lườn DMS-25, sống sót qua cuộc xung đột, ngừng hoạt động năm 1956 và bị đánh chìm như một mục tiêu năm 1973. Nó là chiếc tàu chiến duy nhất của Hải quân Hoa Kỳ được đặt theo tên Trung tá Hải quân LeRoy Fitch (1835-1875), một sĩ qua từng tham gia cuộc Nội chiến Hoa Kỳ.

## Thiết kế và chế tạo
Fitch được chế tạo tại Xưởng hải quân Boston. Nó được đặt lườn vào ngày 6 tháng 1 năm 1941; được hạ thủy vào ngày 14 tháng 6 năm 1941, và được đỡ đầu bởi bà H. W. Thomas, cháu gái Trung tá Fitch. Con tàu được cho nhập biên chế cùng Hải quân Hoa Kỳ vào ngày 3 tháng 2 năm 1942 dưới quyền chỉ huy của Thiếu tá Hải quân Henry Crommelin.

## Lịch sử hoạt động

### 1942
Hoạt động đầu tiên của Fitch từ ngày 1 tháng 7 đến ngày 5 tháng 8 năm 1942 là nhằm hộ tống cho Ranger, khi chiếc tàu sân bay vận chuyển máy bay tiêm kích Không lực Hoa Kỳ đến căn cứ Accra ở khu vực Bờ biển Vàng thuộc Anh, châu Phi. Nó quay trở về Norfolk, Virginia vào ngày 5 tháng 8 để thực tập nhằm chuẩn bị cho Chiến dịch Torch, cuộc đổ bộ của lực lượng Đồng Minh lên Bắc Phi. Khởi hành từ Bermuda vào ngày 25 tháng 10, nó hộ tống cho Ranger và hai tàu sân bay hộ tống hỗ trợ cho cuộc đổ bộ lên Fedhala, Maroc vào ngày 8 tháng 11, và bảo vệ các tàu sân bay khi họ tung máy bay Lục quân chiếm đóng sân bay tại Port Lyautey. Quay trở về Norfolk vào ngày 24 tháng 11, nó tham gia các cuộc thực tập tại Casco Bay, Maine và vịnh Chesapeake, làm nhiệm vụ hộ tống ven biển, đi về phía Nam đến tận vùng kênh đào Panama trong suốt thời gian còn lại của năm 1942.

### 1943
Vào ngày 8 tháng 1 năm 1943, Fitch khởi hành từ Norfolk tháp tùng Ranger cho chuyến đầu tiên trong số hai chuyến vận chuyển máy bay đến các căn cứ ở Bắc Phi Sau khi hoàn tất, nó phục vụ tuần tra ngoài khơi Argentia, Newfoundland từ ngày 6 tháng 4 đến ngày 12 tháng 5, rồi lên đường đi Scapa Flow thuộc quần đảo Orkney tại Scotland để tham gia cùng Hạm đội Nhà Anh Quốc trong các hoạt động tuần tra giữa căn cứ này và Iceland. Nó đảm trách nhiệm vụ này suốt mùa Hè, bảo vệ các tuyến đường vận tải hàng hải chiến lược phía Bắc trước khi quay trở về Norfolk vào ngày 9 tháng 8.
Fitch khởi hành vào ngày 2 tháng 9 hộ tống một đoàn tàu vận tải đi Derry, Bắc Ireland, rồi tiếp tục đi đến vịnh Thurso nơi vào ngày 20 tháng 9, nó đón lên tàu Bộ trưởng Hải quân Frank Knox và Đô đốc Harold R. Stark để đưa đến Scapa Flow. Hoạt động ngoài khơi Scapa Flow trong hai tháng tiếp theo, nó hộ tống cho Ranger khi máy bay từ chiếc tàu sân bay tấn công tàu bè và cơ sở của quân Đức gần Bodø, Na Uy vào ngày 4 tháng 10, và tuần tra ngoài khơi Spitzbergen trong khi nhân sự tại trạm quan trắc thời tiết ở đây được thay phiên và tiếp liệu.

### 1944
Fitch quay trở về Boston vào ngày 3 tháng 12 năm 1943 để tiếp nối các hoạt động hộ tống ven biển và tại vùng biển Caribe, cũng như tham gia các hoạt động tìm-diệt tại khu vực Tây Đại Tây Dương cho đến ngày 25 tháng 4 năm 1944, khi nó khởi hành từ Norfolk để đi Belfast, Bắc Ireland. Trong hoạt động khổng lồ nhằm tích lũy lực lượng chuẩn bị cho cuộc đổ bộ Normandy, nó hộ tống các đoàn tàu cũng như tàu bè đơn lẻ đi lại giữa Belfast và Plymouth, Anh, và tham gia các cuộc thực tập huấn luyện cho đến ngày 6 tháng 6, khi nó khởi hành từ Plymouth tham gia cuộc đổ bộ.
Đi đến ngoài khơi bãi Utah vào sáng sớm ngày D, Fitch tiếp nối sau các tàu quét mìn băng qua các luồng vừa được quét cho đến cách ngoài khơi bờ biển 2.000 yd (1,8 km). Nhiệm vụ của nó là phát hiện và tiêu diệt các khẩu đội pháo bờ biển Đức trước khi đổ bộ. Ngoài việc hỗ trợ hỏa lực hiện quả, nó còn cứu vớt những người sống sót từ tàu khu trục Corry, trong khi tiếp tục bắn phá các khẩu đội pháo đối phương. Sau hai ngày bảo vệ cho khu vực vận chuyển, nó quay trở về Plymouth để tiếp liệu, rồi tiếp tục bắn pháo hỗ trợ và tuần tra ngoài khơi bãi đổ bộ cho đến ngày 19 tháng 6. Những nhiệm vụ hộ tống vận tải chung quanh quần đảo Anh được tiếp nối cho đến ngày 4 tháng 7, khi nó khởi hành từ Belfast đi Oran, và thực hành tại khu vực Tây Địa Trung Hải.
Fitch khởi hành từ Taranto, Ý vào ngày 11 tháng 8 để tham gia Chiến dịch Dragoon, cuộc đổ bộ của lực lượng Đồng Minh lên miền Nam nước Pháp vào ngày 15 tháng 8, nơi nó trinh sát điểm rơi hỏa lực cho thiết giáp hạm Texas cũng như trực tiếp bắn phá chuẩn bị trước đổ bộ. Cho đến ngày 25 tháng 10, nó hỗ trợ cho việc tập trung lực lượng tại miền Nam nước Pháp, khi hộ tống các đoàn tàu vận tải đi lại giữa Naples, Palermo, Oran, Gibraltar và Marseilles. Trong giai đoạn từ khi quay trở về Norfolk vào ngày 10 tháng 11, cho đến khi lên đường đi sang Mặt trận Thái Bình Dương vào ngày 3 tháng 1 năm 1945, nó được cải biến thành một tàu quét mìn cao tốc, và được xếp lại lớp với ký hiệu lườn mới DMS-25 vào ngày 15 tháng 11 năm 1944.

### 1945
Đi đến Trân Châu Cảng vào ngày 10 tháng 2 năm 1945, Fitch được huấn luyện kỹ thuật quét mìn tại đây và tại Ulithi, nơi chân vịt của bị hư hại nặng do bị mắc cạn vào một rạn san hô ngầm. Nó được sửa chữa tại Trân Châu Cảng từ ngày 10 tháng 4 đến ngày 6 tháng 8, khi nó lên đường gia nhập Đệ Tam hạm đội ngoài khơi Nhật Bản. Nó đã quét mìn tại lối ra vào vịnh Tokyo từ ngày 28 tháng 8, và có mặt khi buổi lễ ký kết văn kiện Nhật Bản đầu hàng diễn ra trên thiết giáp hạm Missouri vào ngày 2 tháng 9. Nó tiếp tục rà quét mìn tại vùng biển Nhật Bản và trong biển Hoa Đông cho đến khi quay trở về San Diego, California vào ngày 23 tháng 12.

### Sau chiến tranh
Fitch về đến Norfolk vào ngày 9 tháng 1 năm 1946, nơi nó nằm im trong một tháng, và đi lại giữa Norfolk, Charleston, South Carolina và New York vận chuyển các thủy thủ đoàn quét mìn trong nhiều tháng. Từ cảng nhà Charleston vào tháng 11, nó bắt đầu hoạt động huấn luyện sĩ quan Lực lượng Quét mìn, thực tập tại vùng biển Caribe và dọc theo vùng bờ Đông, cũng như thực hiện các chuyến đi sang Địa Trung Hải vào các năm 1949, 1951 và 1953. Trong năm 1955, nó tiến hành các thử nghiệm tại vùng biển Caribe cho Lực lượng Phát triển Hoạt động, và được xếp trở lại ký hiệu lườn DD-462 vào ngày 15 tháng 7 năm 1955.
Fitch được cho xuất biên chế tại Charleston vào ngày 24 tháng 2 năm 1956 và đưa về lực lượng dự bị. Tên nó được cho rút khỏi danh sách Đăng bạ Hải quân vào ngày 1 tháng 7 năm 1971, và nó bị đánh chìm như một mục tiêu ngoài khơi Florida vào ngày 15 tháng 11 năm 1973.

## Phần thưởng
Fitch được tặng thưởng năm Ngôi sao Chiến trận do thành tích phục vụ trong Thế Chiến II.